# Regattastraße (Mannheim)

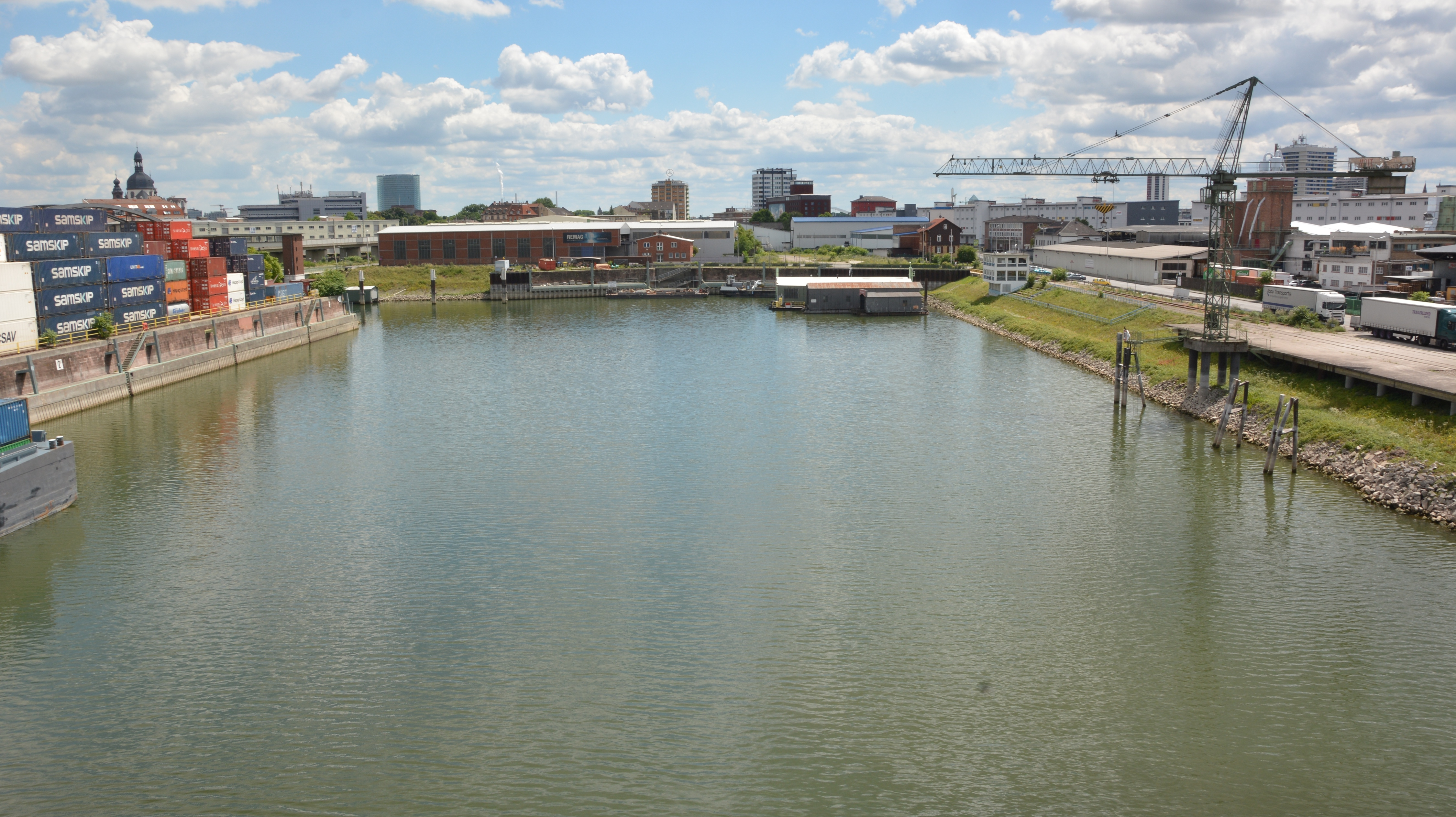
Kopfende des Mühlauhafens mit Regattastraße quer zur Blickrichtung

Die Regattastraße ist eine Straße in Mannheim. Sie liegt im Stadtteil Jungbusch, beginnt an der Ludwigsbadstraße und endet in der Fruchtbahnhofstraße.

## Geschichte
Der erste Mannheimer Regattaverein wurde bereits in den 1870er Jahren gegründet. Im Jahr 1875 fand die erste Regatta zur Einweihung des Mühlauhafens statt.
Die Straße überquert am Kopfende des Mühlauhafens die Stelle, an der sich vom Ende des 19. Jahrhunderts bis zum Ende des Zweiten Weltkriegs die Kammerschleuse des Hafenkanals befand, der vom Rhein in das Hafenbecken führte. Nach Schließung des Hafenkanals Anfang der 1950er Jahre und Umgestaltung des Hafenareals wurde die Straße in den 1960er Jahren angelegt und der Name 1962 vom Gemeinderat beschlossen.
Der Mühlauhafen war bis ins Jahr 2000 für die Internationale Oberrheinische Ruderregatta bekannt. Heute findet jährlich Ende April die Oberrheinische Frühregatta statt.